# Amazona versicolor
L'amazzone di Santa Lucia (Amazona versicolor) è un uccello della famiglia degli Psittacidi.
Affine all'amazzone vinata ma simile nel piumaggio all'amazzone collorosso, caratterizzata da una maschera facciale blu, dal becco nerastro e dal petto rosso, questa specie, di taglia notevole, 43 cm, è endemica delle foreste umide delle montagne dell'isola di Saint Lucia. È in gravissimo pericolo di estinzione per la riduzione del suo habitat che dal 1950 al 1970 è sceso da circa 300 km quadrati a circa 70. La popolazione censita si aggira attorno ai 400 individui.